# Cantone di Hesdin
Il Cantone di Hesdin era una divisione amministrativa dell'arrondissement di Montreuil-sur-Mer.
È stato soppresso a seguito della riforma complessiva dei cantoni del 2014, che è entrata in vigore con le elezioni dipartimentali del 2015.
Comprendeva i comuni di:
- Aubin-Saint-Vaast
- Bouin-Plumoison
- Brévillers
- Capelle-lès-Hesdin
- Caumont
- Cavron-Saint-Martin
- Chériennes
- Contes
- Guigny
- Guisy
- Hesdin
- Huby-Saint-Leu
- Labroye
- La Loge
- Marconne
- Marconnelle
- Mouriez
- Raye-sur-Authie
- Regnauville
- Sainte-Austreberthe
- Tortefontaine
- Wambercourt